# Championnat d'Europe de polo
Le championnat d'Europe de polo (en anglais, FIP European Championships) est une compétition créée en 1993 qui se tient tous les deux ou trois ans. Elle est organisée par la Fédération internationale de polo.

## Palmarès
| Année | Vainqueur  | Finaliste  | Site                 |
| ----- | ---------- | ---------- | -------------------- |
| 1993  | Angleterre | Italie     | Saint-Moritz, Suisse |
| 1995  | Angleterre | Allemagne  | Anvers, Belgique     |
| 1997  | Angleterre | Italie     | Milan, Italie        |
| 1999  | Angleterre | Irlande    | Chantilly, France    |
| 2002  | France     | Pays-Bas   | Rome, Italie         |
| 2005  | Italie     | Angleterre | Amsterdam, Pays-Bas  |
| 2008  | Angleterre | Belgique   | Hambourg, Allemagne  |
| 2010  | France     | Espagne    | Vienne, Autriche     |
| 2012  | Espagne    | Autriche   | Sotogrande, Espagne  |
| 2014  | Angleterre | Irlande    | Chantilly, France    |
| 2016  | Irlande    | France     | Berlin, Allemagne    |